# جوزایا جاسون هاوز
جوزایا جاسون هاوز (انگلیسی: Josiah Johnson Hawes; ۲۰ فوریهٔ ۱۸۰۸ – ۷ اوت ۱۹۰۱) عکاس اهل بوستون، ماساچوست، ایالات متحده آمریکا بود. او و آلبرت ساوتورث استودیوی عکاسی «ساوتورث و هاوز» را تأسیس کردند که پرتره‌های متعددی با کیفیت استثنایی در دهه‌های ۱۸۴۰-۱۸۶۰ گرفتند.

## زندگی‌نامه
جی.جی. هاوز در سال ۱۸۰۸ در ویلند، ماساچوست متولد شد. او کار خود را به عنوان یک نقاش پرتره آغاز کرد. سپس در بوستون نزد فرانسیس فاول گوراد عکاسی کرد.
در سال ۱۸۴۳ هاوز و ساوتورث با استودیوهایی در ترمونت رو، در میدان اسکالی بوستون، شراکت «ساوتورث و هاوز» را تشکیل دادند. این استودیو پرتره‌های داگرئوتیپ بسیاری از افراد سرشناس از جمله لموئل شاو، هنری وادزورث لانگ‌فلو، دنیل وبستر و دیگران را تولید کرد. اتاق‌های استودیو مشرف به «یک باغ میوه زیبا، متعلق به املاک گاردینر گرین بودند. از این پنجره‌ها، رو به میدان اسکالی، کلیسا و باغ‌های خیابان براتل را تماشا می‌کردیم.»
در سال ۱۸۴۹ هاوز با نانسی نیلز ساوتورث (خواهر آلبرت) ازدواج کرد. آنها سه فرزند داشتند: آلیس، ماریون و ادوارد.
پس از انحلال همکاری با ساوتورث در سال ۱۸۶۳، هاوز برای چندین دهه، تا دهه ۱۸۹۰، عکاسی را در ترمونت رو ادامه داد. در سال‌های آخر عمر او به‌عنوان «قدیمی‌ترین عکاس شاغل در این کشور» شناخته می‌شد.

## نگارخانه

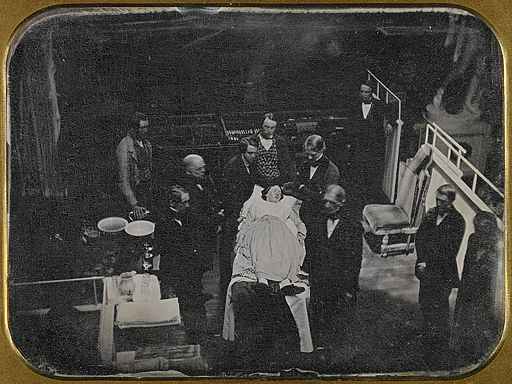
نمایش استفاده جراحی از اتر ۱۸۴۷ داگرئوتیپ
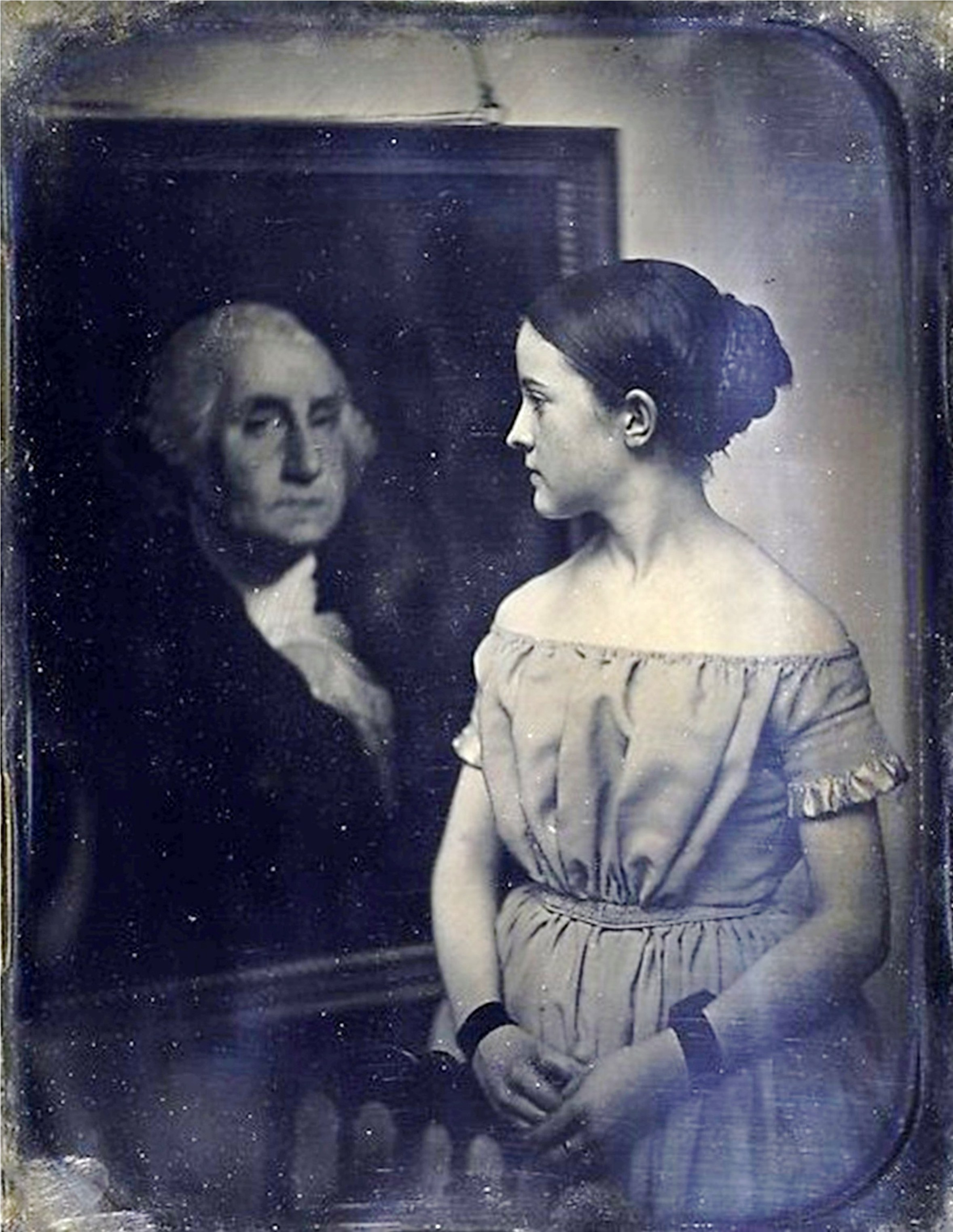
تصویر دختر جوان با پرتره جورج واشنگتن ۱۸۵۰
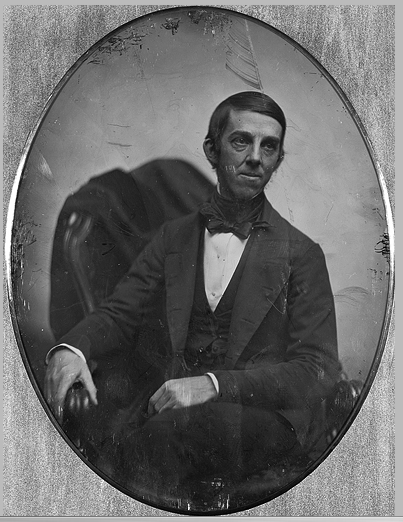
الیور وندل هلمز ۱۸۵۰-۱۸۵۶
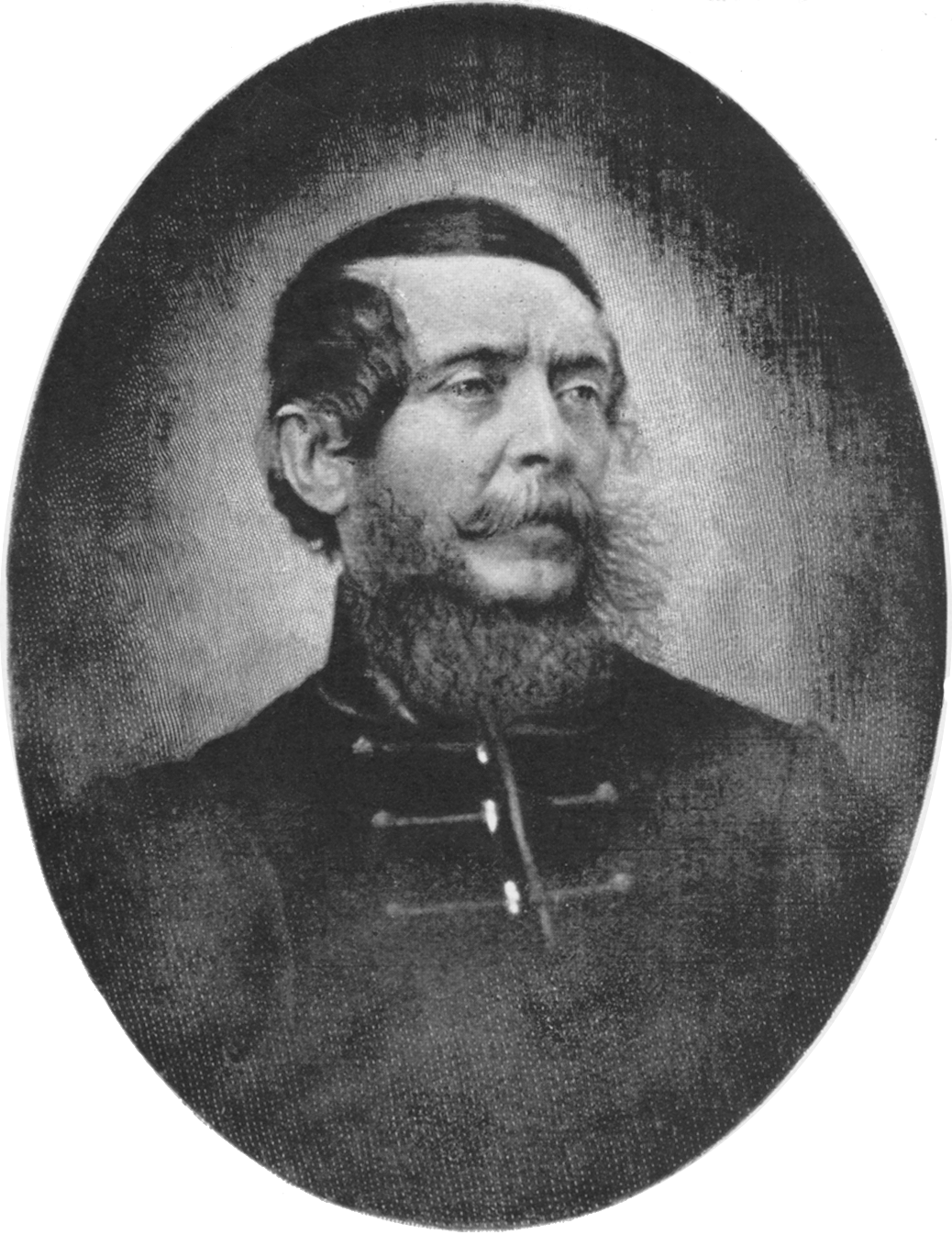
لایوش کشوت ۱۸۵۱
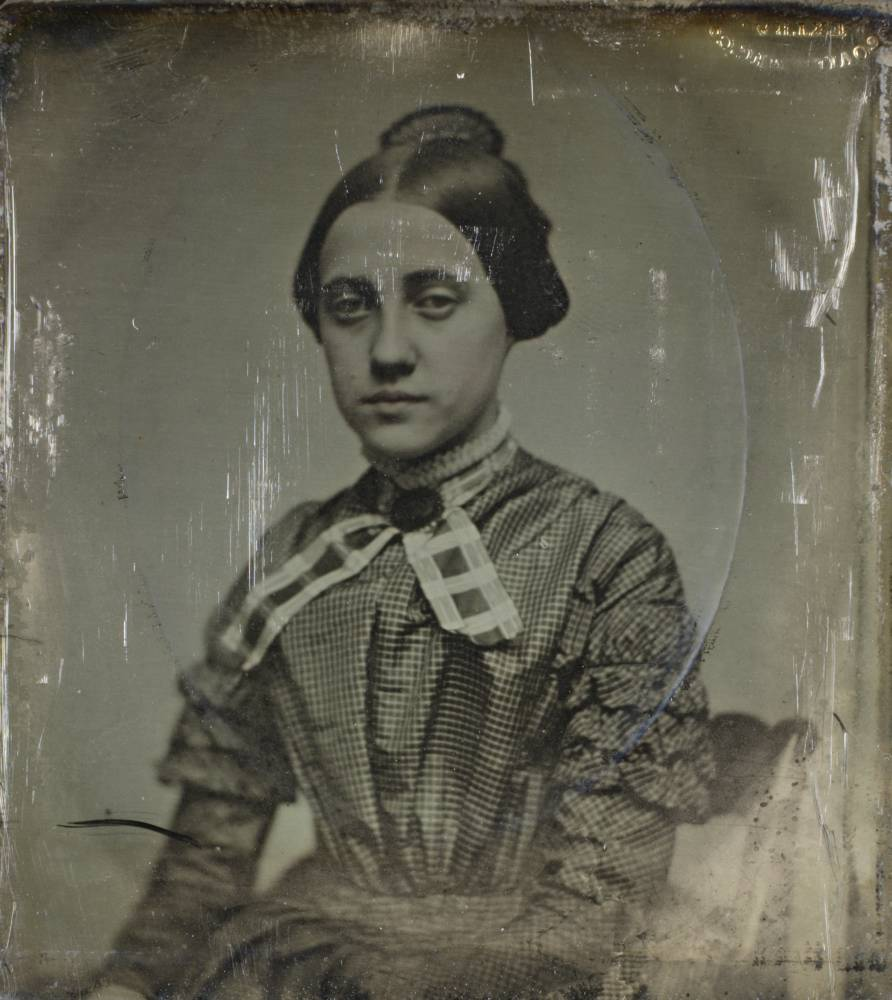
زن ناشناس، اثر «ساوتورث و هاوز»
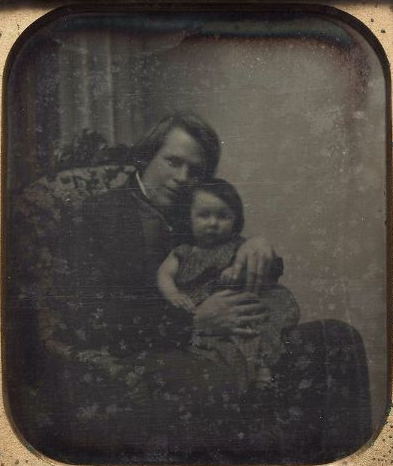
پرتره جی.جی. هاوز و دخترش ماریون، توسط ساوتورث و هاوز، ۱۸۵۲
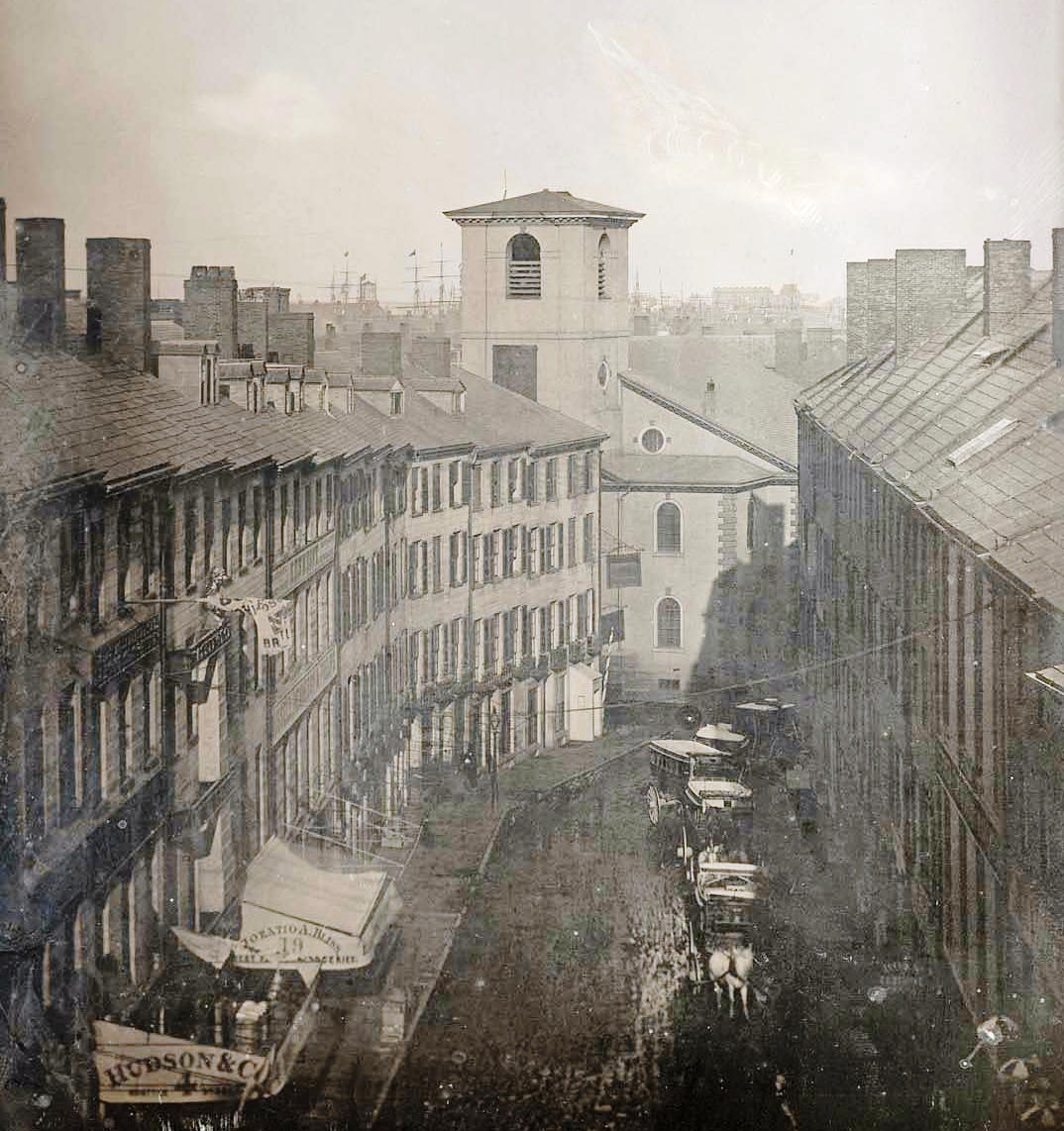
نمایی از خیابان براتل، ۱۸۵۵
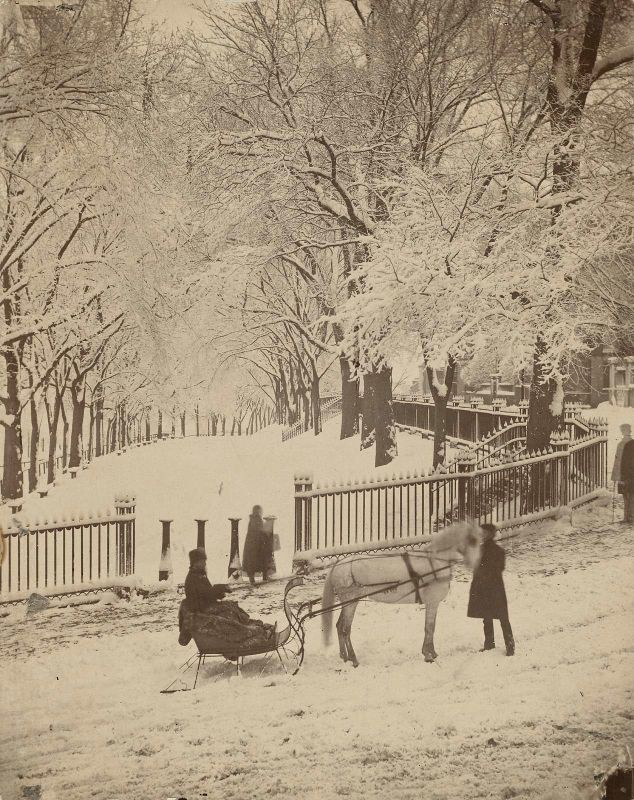
کومون بوستون، ۱۸۷۵
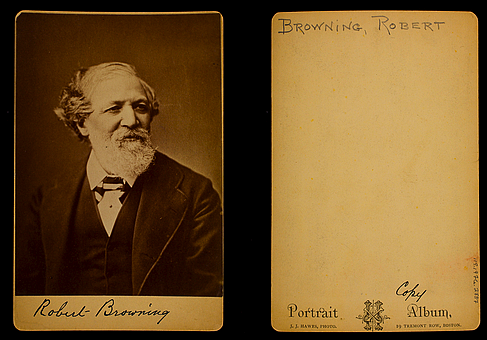
پرتره رابرت براونینگ، دهه ۱۸۶۰-۱۸۸۰
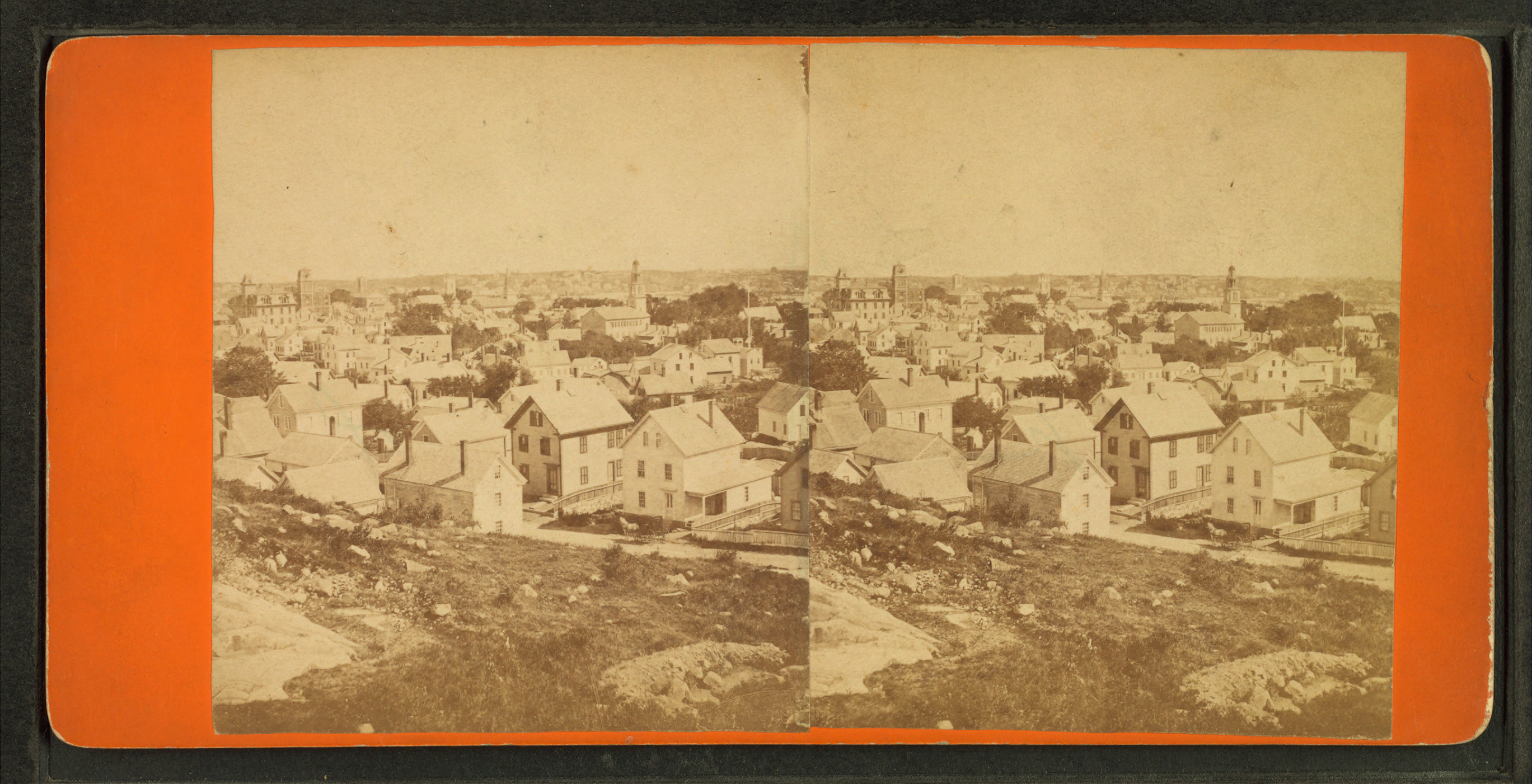
نمای بوستون،دهه ۱۸۶۰-۱۸۸۰
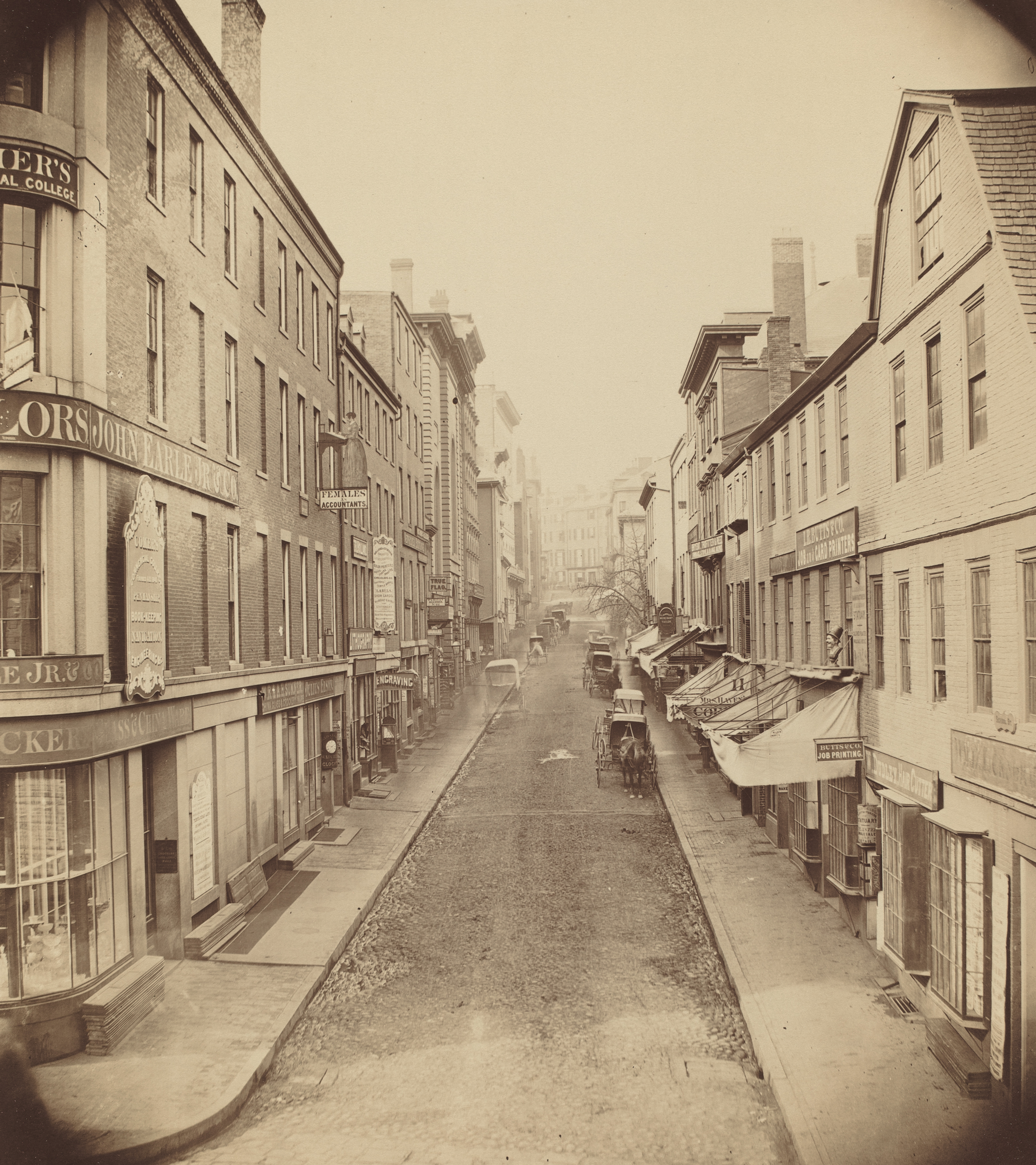
اسکول استریت، بوستون، ۱۸۵۰، نگارخانه ملی هنر (آمریکا)
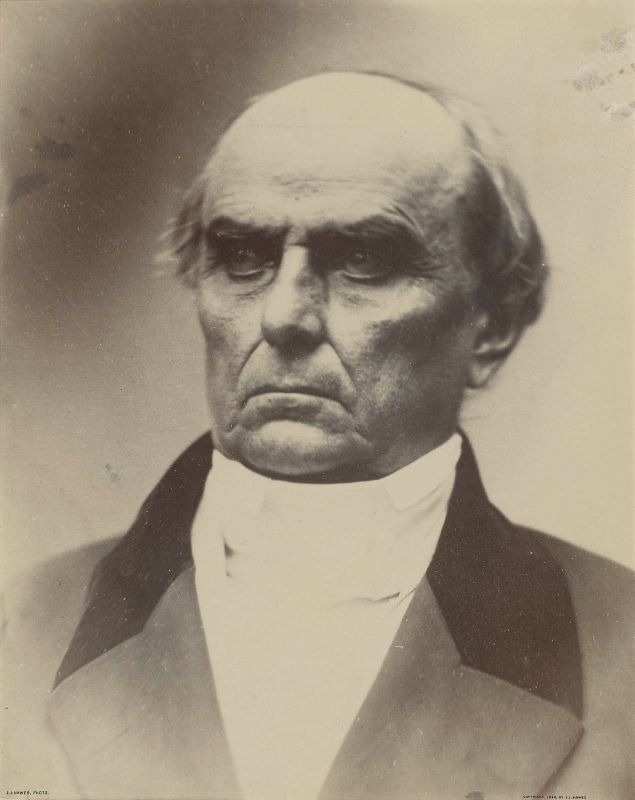
دانیل وبستر، ۱۸۸۳
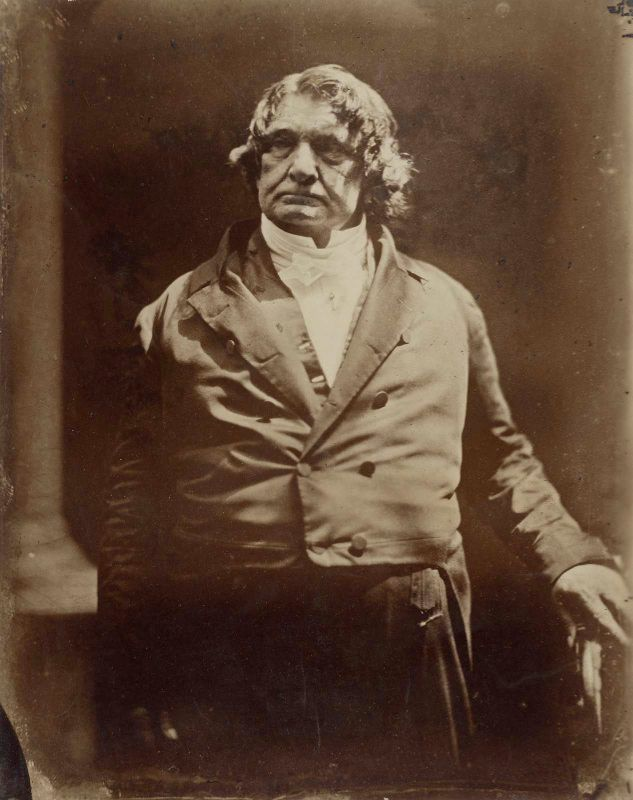
لموئل شاو، ۱۸۸۳
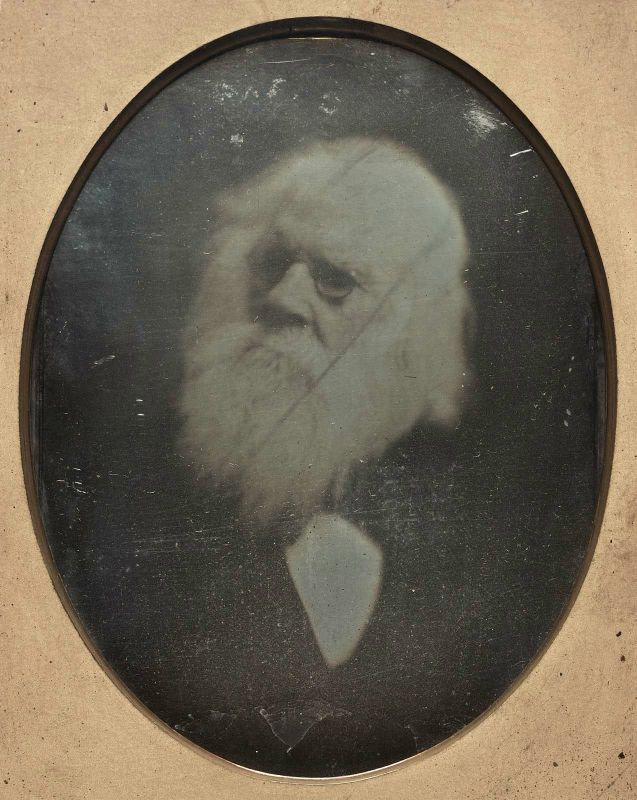
سلف پرتره، ۱۸۹۰
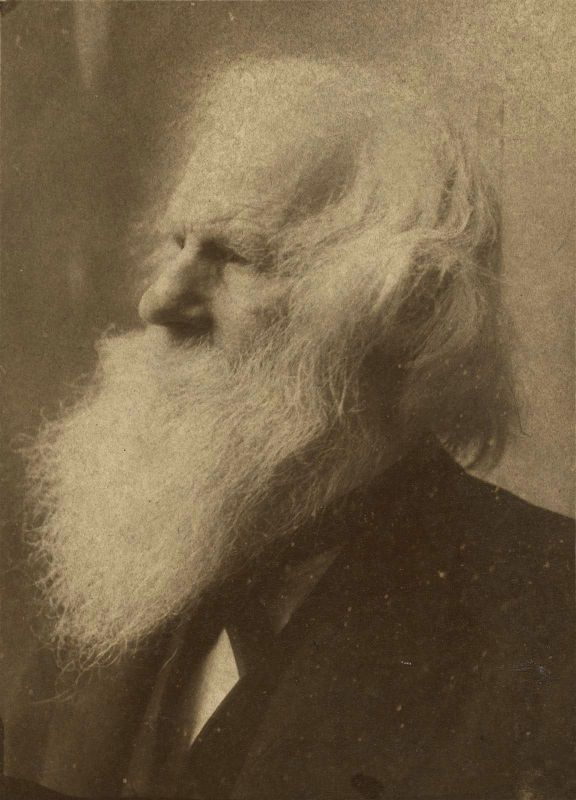
سلف پرتره در سال ۱۸۹۵